# Therion californicum
Therion californicum är en stekelart som först beskrevs av Cresson 1879.  Therion californicum ingår i släktet Therion och familjen brokparasitsteklar. Inga underarter finns listade i Catalogue of Life.